# Comissari Europeu de Protecció al Consumidor
|  | No s'ha de confondre amb Comissari Europeu de Salut i Protecció del Consumidor. |

El Comissari Europeu de Protecció al Consumidor és un membre de la Comissió Europea responsable de la protecció dels consumidors.

## Orígens
En la Comissió Jenkins l'any 1977 es creà la cartera responsable d'Assumptes dels Consumidors. Amb la formació de la Comissió Santer es creà l'àrea de Salut i Protecció al Consumidor, cartera que fou dividida l'1 de gener de 2007 amb la incorporació a la Comissió Barroso dels comissaris romanesos i búlgars. Aquesta última, Meglena Kuneva, fou nomenada el gener d'aquell any primera Comissària de Protecció al Consumidor.

## Llista de comissaris de protecció al consumidor
| Comissió                                             | Nomenament                                     | Remoció                                        | Nom                                            | Estat                                          | Partit                                         |
| Comissari Europeu d'Assumptes dels Consumidors       | Comissari Europeu d'Assumptes dels Consumidors | Comissari Europeu d'Assumptes dels Consumidors | Comissari Europeu d'Assumptes dels Consumidors | Comissari Europeu d'Assumptes dels Consumidors | Comissari Europeu d'Assumptes dels Consumidors |
| Jenkins                                              |                                                |                                                |                                                |                                                |                                                |
| ---------------------------------------------------- | ---------------------------------------------- | ---------------------------------------------- | ---------------------------------------------- | ---------------------------------------------- | ---------------------------------------------- |
| Jenkins                                              | 6 de gener de 1977                             | 5 de gener de 1981                             | Richard Burke                                  | Irlanda                                        | FG                                             |
| Thorn                                                |                                                |                                                |                                                |                                                |                                                |
| 6 de gener de 1981                                   | 5 de gener de 1985                             | Karl-Heinz Narjes                              | Alemanya                                       | ind.                                           |                                                |
| Delors I                                             |                                                |                                                |                                                |                                                |                                                |
| 6 de gener de 1985                                   | 5 de gener de 1989                             | Stanley Davis                                  | Regne Unit                                     | Labor.                                         |                                                |
| 6 de gener de 1985                                   | 5 de gener de 1989                             | Grigórios Varfis                               | Grècia                                         | ind.                                           |                                                |
| Delors II                                            |                                                |                                                |                                                |                                                |                                                |
| 6 de gener de 1989                                   | 5 de gener de 1993                             | Karel van Miert                                | Bèlgica                                        | PS                                             |                                                |
| Delors III                                           |                                                |                                                |                                                |                                                |                                                |
| 6 de gener de 1993                                   | 22 de gener de 1995                            | Christiane Scrivener                           | França                                         | PR                                             |                                                |
| Comissari Europeu de Salut i Protecció al Consumidor |                                                |                                                |                                                |                                                |                                                |
| Santer                                               |                                                |                                                |                                                |                                                |                                                |
| 23 de gener de 1995                                  | 15 de març de 1999                             | Emma Bonino                                    | Itàlia                                         | RI                                             |                                                |
| Marín                                                |                                                |                                                |                                                |                                                |                                                |
| 16 de març de 1999                                   | 15 de setembre de 1999                         | Emma Bonino                                    | Itàlia                                         | RI                                             |                                                |
| Prodi                                                |                                                |                                                |                                                |                                                |                                                |
| 16 de setembre de 1999                               | 21 de novembre de 2004                         | David Byrne                                    | Irlanda                                        | FF                                             |                                                |
| 1 de maig de 2004                                    | 21 de novembre de 2004                         | Pavel Telička                                  | Txèquia                                        | ind.                                           |                                                |
| Barroso                                              |                                                |                                                |                                                |                                                |                                                |
| 22 de novembre de 2004                               | 1 de gener de 2007                             | Markos Kiprianu                                | Xipre                                          | DIKO                                           |                                                |
| Comissari Europeu de Protecció al Consumidor         |                                                |                                                |                                                |                                                |                                                |
| Barroso                                              |                                                |                                                |                                                |                                                |                                                |
| 1 de gener de 2007                                   | en el càrrec                                   | Meglena Kuneva                                 | Bulgària                                       | NDSV                                           |                                                |